# Krzysztof Turowski
Krzysztof Turowski (ur. 6 czerwca 1948 w Łodzi) – polski dziennikarz, telewizyjny, radiowy i prasowy, publicysta, felietonista. Związany z Polską Telewizją, telewizją Polsat i tygodnikiem Rzeczpospolita

## Działalność społeczna i polityczna
- 1980–1981 Działacz „Solidarności”, delegat na I Zjazd „S”, w II Turze członek prezydium zjazdu, członek Krajowej Komisji „S” Radia i Telewizji
- 1981–1982 Internowany w Sieradzu i Łowiczu
- Od X 1982 do XI 1981 – na emigracji we Francji
- Współpracownik paryskiego biura „Solidarności”
- Administrator Stowarzyszenia „Kontakt”
- Pracownik Biblioteki Polskiej w Paryżu i twórca tamtejszych zbiorów prasy podziemnej
- Doktorat na Uniwersytecie Paryż II z historii prasy podziemnej w Polsce w stanie wojennym, a szczególnie „Tygodnika Mazowsze”
- Współpracownik Radia Wolna Europa”, RFI, miesięcznika „Pomost”, „Dziennika Polskiego” w Londynie, „Kontaktu”
- Członek „Niepodległość i Demokracja”
- Działacz CSSO (Światowe Porozumienie Organizacji Wspierających „Solidarność” – CSSO (Conference of Solitadrity Support Organisations)., przewodniczący tej organizacji na Europę
- Organizator konwojów do Polski i manifestacji na rzecz poparcia „S” we Francji
- 2008–2011 Członek zarządu Oddziału Warszawskiego Stowarzyszenia Dziennikarzy Polskich.
- Odznaczony Krzyżem Kawalerski Orderu Odrodzenia Polski

## Kariera zawodowa
- od maja 2012 do 31.07.2016 – Radca, szef Wydziału Promocji Handlu i Inwestycji w Brukseli
- 2006–2012 Publicysta – z-ca Redaktora Naczelnego TV BIZNES
- 2008–2011  Członek zarządu Oddziału Warszawskiego Stowarzyszenia Dziennikarzy Polskich
- 2006–2007  Korespondent belgijskiego radia BFM
- 2005–2006 Doradca do spraw mediów Prezesa Polskiej Organizacji Turystycznej
- 1997–2005	Dyrektor Polskiego Ośrodka Informacji Turystycznej w Brukseli, odpowiedzialny za promocję Polski w Belgii, Luksemburgu, instytucjach Unii Europejskiej i NATO. Współpracownik Polskiego Radia i dwutygodnika „Polska-Unia”.
- 1996–1997	Dyrektor ds. PR w XIII NFI Fortuna SA
- 1995–1996	Odpowiedzialny za sprawy PR i lobbingu w „Polskapresse” – polskiej grupie prasowej posiadającej 13 tytułów prasy lokalnej, należącej do „Passauer Neue Presse”.
- 1991–1997	Współpracownik Telewizji Polskiej, autor i animator  pierwszego w TVP talk-show „Godzina szczerości”, nadawanego w prime time w Programie II TVP. Jego gośćmi było wiele popularnych postaci życia politycznego, społecznego i kulturalnego, od premierów rządów poczynając. Od marca do grudnia 1997 – nowy talk-show „Barwy życia”
- 1991–1995	Korespondent warszawski (grand reporteur) francuskiego dziennika „Le Figaro”
- 1990–1991	Korespondent Polskiego Radia, TVP i „Rzeczpospolitej” w Paryżu i Brukseli
- 1989–1995	Doradca Grupy Prasowej Roberta Hersanta, asystent wiceprezydenta Grupy, pana Michela d’Ornano ds. inwestycji w Polsce, aktywny uczestnik negocjacji podczas zakupu dziennika „Rzeczpospolita” i kilku dzienników lokalnych, specjalista Grupy ds. public relations i lobbingu. W 1991 roku I zastępca prezesa spółki „Presspublica” z ramienia partnera francuskiego
- 1970–1981	Dziennikarz i reporter w Polskim Radio w Koszalinie, Łodzi i Warszawie